# Felix rykker ind
Felix rykker ind er et dansk portrætprogram, hvor en stribe af Danmarks største personligheder har sagt ja til at lade Felix Smith rykke ind i deres liv og følge dem tæt, hvor de er lige nu – både privat og professionelt. Programmet havde premiere på TV 2 den 11. oktober 2012.

## Episoder
| Sendt på TV2 | Personlighed                          | Beskrivelse |
| ------------ | ------------------------------------- | --- |
| 11. oktober  | Statsminister Helle Thorning-Schmidt  | Danmarks statsminister har sat Felix stævne i Statsministeriet, men turen går hurtigt videre ud af byen. For et af de steder, som Helle Thorning-Schmidt holder meget af at fortrække til, er nemlig familiens sommerhus på Bogø. Helle og Felix går blandt andet i køkkenet, hvor menuen står på "Helles berømte fiskefrikadeller", som bliver lavet helt fra bunden. Der bliver grinet og snakket rent ud af posen om næsten alt andet end politik: Hvad gør Helle ked af det? Hvorfor fik hun ikke det ønskede barn nummer tre? Hvad betyder lange distancer for et parforhold? |
| 18. oktober  | Stand-up komiker Anders Matthesen     | Anders Matthesen har sagt ja tak til at lade vært Felix Smith rykke ind. Og følge ham lige dér, hvor han er i livet lige nu. Professionelt og privat. Og for Danmarks måske største stand-up komiker er dét på et hotel midt i København, hvor hans nye store one-man-show netop har haft premiere. Felix rykker ind på hotellet og med om bag scenen, hvor Anders Matthesen med hjælp fra sin manager - der også er hans kæreste - klarer fans, one-man-shows og timing med et enormt overskud.                                                                                   |
| 25. oktober  | Popdronning Medina                    | Medina har sagt ja til at lade Felix Smith rykke ind i flere dage. Lige dér, hvor hun er i livet - lige nu. Professionelt såvel som privat. Og Felix har pakket tasken. For Medina har inviteret ham med både på tour i Tyskland og hjem til sit kolossale landsted i det nordsjællandske, hvor den succesfulde popdronning ellers nyder at være helt sig selv. |
| 1. november  | Multikunster Martin Brygmann          | Felix rykker ind hos skuespilleren, sangskriveren og gøgleren Martin Brygmann. Han er hjernen bag nogle af de største radiohits herhjemme, og optræder gerne på scenen uden en trevl? hvis der er en pointe med det! Men han har også oplevet pludselige angstanfald for den scene, han samtidig ikke kan undvære. |
| 8. november  | TV og filmmanden Jarl Friis-Mikkelsen | Felix rykker ind hos den garvet tv-vært, familiefar, instruktør, kunstner, ægtemand og ord-smed med meget mere. Denne gang er det Jarl Friis-Mikkelsen, der har sagt ja til at Felix Smith rykker ind i hans liv. Jarl tager Felix med en tur til Spanien, hvor han er i gang med et helt nyt projekt, der falder i ualmindelig god jord hos bilentusiasten Felix. Og tilbage i Danmark rykker Felix med helt ind i privaten hos Jarl og hans skønne kone Susanne, hvor to små børn garanterer en livlig hverdag.                                                                  |
| 15. november | Sangerinden Pernille Rosendahl        | Sangerinden Pernille Rosendahl har sagt ja til, at Felix Smith rykker ind og følger hende, der hvor hun er - lige nu. Pernille skal have hund, og turen går til Samsø for at hente det nye familiemedlem. Her overnatter de på Pernilles stamsted Rockhotellet, køber ind på Pernille-manèr og smager den lokale snaps. Vel hjemme i parrets skønne villa i Hellerup fortæller Pernille åbenhjertigt om sine svære valg mellem karrieren og familielivet. |
| 22. november | Sangerinen Lene Nystrøm               | Lene Nystrøm, den kendte sangerinde i Aqua, Danmarks bedst sælgende band nogensinde, har sagt ja til at lade Felix Smith følge hende, der hvor hun er i livet. Lige nu. Lene inviterer Felix med til sit hjemland Norge. Efter en sejlads med Oslofærgen og morgenmad på sengen i kahytten, venter en helikoptertur til de norske fjelde, som Lene holder så meget af. Her overnatter de i en enorm bjælkehytte, og Felix er med til alt fra fisketur i en skovsø til sneboldkamp, sauna og hygge i pejsestuen.                                                                    |
| 29. november | Sanger Simon Kvamm                    | Simon Kvamm er en af landets mest succesfulde rockmusikere, og er midt i en ny albumudgivelse med Nephew. Og Felix rykker med både i øvelokalet og til releasekoncert. Hjemme i Simons københavnerlejlighed, spiller der andre toner, her står den nemlig på en hverdag med faste rutiner. Det bliver også til et møde med Simons far og bror i barndomsbyen Silkeborg, og ligefremme snakke om alt fra fra musli-vaner til døden, gud, fodbold og rock'n roll. |